# Zwarte piranha
De zwarte piranha (Serrasalmus rhombeus) is een straalvinnige vissensoort uit de familie van de echte piranha's (Serrasalmidae). De wetenschappelijke naam van de soort is gepubliceerd in 1766 door Linnaeus.
De vis kan 41,5 cm lang en 3 kg zwaar worden. De pataka is een van zijn prooidieren.
Het verspreidingsgebied omvat een groot deel van noordelijk Zuid-Amerika, zoals de rivieren van het Amazone- en Orinoco-bekken en de rivieren van het Guianaschild en de kustrivieren van noordoost Brazilië. Hij komt voor in het Brokopondostuwmeer. De vis wordt onder andere aangetroffen in de zuurstofrijke wateren bij stroomversnellingen maar kan ook met aasvis in de diepere delen van de grotere rivieren gevangen worden. De vis is voornamelijk carnivoor en eet kleinere vissen, krabben, zoogdieren, hagedissen en de grotere insecten. De vis is vrij schuchter en zal niet snel in de aanval gaan, maar met zijn sterke tanden en kaken kan hij een mens flink toetakelen en moet als gevaarlijk beschouwd worden.